# Dubiaranea insignita
Dubiaranea insignita är en spindelart som beskrevs av Alfred Frank Millidge 1991. Dubiaranea insignita ingår i släktet Dubiaranea och familjen täckvävarspindlar. Inga underarter finns listade i Catalogue of Life.